# Tachycardie ventriculaire polymorphe catécholergique
 Mise en garde médicale
La tachycardie ventriculaire polymorphe catécholergique est un trouble génétique du rythme cardiaque caractérisé par une instabilité électrique de la cellule musculaire cardiaque exacerbée par la stimulation du système nerveux sympathique.

## Causes
Des mutations sur deux gènes sont connus responsables de cette maladie : le RYR2 (codant le récepteur à la ryanodine) qui se transmet de façon autosomique dominante mais avec un taux de mutation de novo de 50 % et le CASQ2 (codant la calsequestrine cardiaque) qui se transmet de façon autosomique récessive mais avec un taux de mutation de novo de 1 à 2 %.
Il existe un modèle animal de la maladie, chez le rat, porteur d'une mutation sur le RYR2 ou sur le CASQ2 et présentant le même type de troubles du rythme, ce qui a permis d'en étudier le mécanisme de manière plus précise. Ces mutations entraînent une augmentation du taux de concentration en calcium dans le réticulum endoplasmique.

## Manifestations
Les manifestations cliniques sont des arythmies ventriculaires polymorphes survenant lors des efforts ou des émotions intenses en l'absence d'anomalie cardiaque. La tachycardie ventriculaire peut s'arrêter ou se transformer en fibrillation ventriculaire responsable de mort en l'absence de réanimation cardiaque (choc électrique). Près de 60 % des malades présentent une syncope ou un arrêt cardiaque avant l'âge de 20 ans.
Le diagnostic est fait par la mise en évidence des troubles du rythme lors des épreuves d'effort : apparition d'extrasystoles ventriculaires de forme variée (polymorphe), devenant de plus en plus nombreuse et pouvant aboutir à une tachycardie ventriculaire dont l'aspect typique (mais inconstant) est celui d'une tachycardie bidirectionnelle (alternance de deux formes de complexe, d'axe différent)
L'électrocardiogramme, en dehors du trouble du rythme, est normal.

## Diagnostic différentiel
C'est celui de la mort subite chez l'adulte jeune. Outre la tachycardie ventriculaire polymorphe catécholergique, doivent être recherchés systématiquement un syndrome de Brugada, une dysplasie ventriculaire droite arythmogène ou un syndrome du QT long.

## Pronostic
La présence d'une mutation sur le gène RYR2 ainsi que le sexe masculin sont deux éléments de pronostic plus péjoratif.

## Traitement
Des recommandations américaines et européennes, concernant les troubles du rythme d'origine génétique, ont été publiées en 2013. Les recommandations de l'« European Society of Cardiology » de 2022 concernant la prise en charge des arythmies ventriculaires, comportent un chapitre sur le cas des tachycardies ventriculaires polymorphes catécholergiques.
Le traitement par bêta-bloquants est logiquement efficace. Parmi ces derniers, le nadolol doit être préféré. Dans certains cas, la mise en place d'une défibrillateur automatique implantable doit être discuté.
La flécaïne inhiberait le relargage de calcium par les récepteurs à la ryanodine et pourrait être un traitement de la maladie. Elle serait efficace dans les cas réfractaires au traitement habituel. Utilisée en association avec les bêta-bloquants, elle diminue le risque de survenue d’arythmie grave. 

## Association de patients
L'Association des maladies héréditaires du rythme cardiaque (AMRYC) rassemble et informe les patients, les proches ou les personnes sensibilisées à cette affection.